# Haller (Familienname)
Haller ist ein Familienname. Der Name geht nach Karl Finsterwalder vermutlich auf den Beruf des Hallers (Salzarbeiter, Salzfrächter; von Hall für Saline) zurück. Das Hauptverbreitungsgebiet liegt in Tirol, und hier vor allem im Passeier und in Ridnaun, sowie in der Schweiz.

## Namensträger

### A
- Adolf Haller (1897–1970), Schweizer Schriftsteller
- Ákos Haller (* 1976), ungarischer Ruderer
- Albert von Haller (Bischof) (1808–1858), Schweizer katholischer Geistlicher, Weihbischof in Chur
- Albert Haller (Pfarrer) (David Albert Haller; 1846–1932), Schweizer reformierter Pfarrer
- Albert von Haller (Publizist) (1903–2000), deutscher Publizist und Ernährungsforscher
- Albin Haller (1849–1925), französischer Chemiker
- Albrecht von Haller (auch Albert von Haller, Albert de Haller; 1708–1777), Schweizer Mediziner, Botaniker, Dichter und Wissenschaftspublizist
- Albrecht von Haller der Jüngere (1758–1823), Schweizer Botaniker
- Albrecht Carl Haller (1803–1855), Schweizer Architekt
- Alfred Haller (1903–nach 1967), deutscher Politiker (LDPD)
- Alfred Haller (Maler) (1921–1957), deutscher Maler und Grafiker
- Alexander Haller (* 1923), deutscher Unternehmer
- André Haller (* 1984), deutscher Kommunikationswissenschaftler
- Anna Haller (1872–1924), Schweizer Malerin
- Annette Haller (1958–2017), deutsche Judaistin
- Anton Haller (Politiker, 1808) (1808–1867), österreichischer Politiker, Bürgermeister von Steyr
- Anton Haller (Politiker, 1907) (1907–1958), österreichischer Politiker (ÖVP)
- August Haller (Maler), (1923–1998), deutscher Maler
- Axel Haller (* 1961), deutscher Wirtschaftswissenschaftler und Hochschullehrer

### B
- Béla Haller (1858–1914), ungarischer Zoologe
- Benedikt Haller (* 1954), deutscher Diplomat
- Berchtold Haller (Theologe) (1492–1536), Schweizer Reformator
- Berchtold Haller (Alpinist) (1837–1903), Schweizer Privatgelehrter und Alpinist
- Bernard Haller (1933–2009), Schweizer Schauspieler und Komiker
- Bernd Haller (* 1958), deutscher Zahnmediziner und Hochschullehrer
- Bernhard von Haller (1874–1954), deutscher evangelischer Geistlicher und Oberkirchenrat
- Bernhard Haller (Sportler) (* 1967), österreichischer Skibergsteiger und Duathlet
- Bernhard Haller (Statistiker) (* um 1982), deutscher Medizinischer Statistiker und Hochschullehrer
- Bernhard Albrecht Haller (1768–1833), Schweizer Maler
- Brigitte Hilty Haller (* 1969), Schweizer Politikerin (Grüne)
- Bruno Haller (1892–1972), Schweizer Architekt und Bautechniker

### C
- Carl Haller von Hallerstein (1774–1817), deutscher Architekt und Archäologe
- Celina Haller (* 2000), italienische Skirennläuferin
- Cezar Haller-Hallenburg (1822–1915), galizischer Politiker
- Christian Haller (Bauernführer) († 1597), österreichischer Anführer in den Bauernaufständen
- Christian Haller (Schriftsteller) (* 1943), Schweizer Dramaturg und Schriftsteller
- Christian Haller (Snowboarder) (* 1989), Schweizer Snowboarder
- Christina Haller (* 1968), deutsche Curlerin
- Christina Haller (* 1984), österreichische Schauspielerin, siehe Tina Haller
- Christoph Ludwig Haller von Raitenbuch (1680–1728), deutscher Adliger
- Christophe Haller (* 1957), Schweizer Politiker (FDP)

### D
- Daniel Haller (1926–2024), US-amerikanischer Filmarchitekt und Regisseur
- Diana Haller (* 1986), kroatische Sängerin (Mezzosopran)
- Dieter Haller (* 1962), deutscher Ethnologe
- Dieter W. Haller (1954–2024), deutscher Diplomat
- Dietmar Haller (* 1966), Schweizer Maler
- Dirk Haller (* 1968), deutscher Ernährungswissenschaftler und Hochschullehrer

### E
- Edith Haller (Politikerin) (* 1944), österreichische Politikerin (FPÖ)
- Edith Haller (Sängerin) (* 1972), italienische Sängerin (Sopran)
- Edouard de Haller (1897–1982), Schweizer Jurist und Diplomat
- Emil Haller (1842–1923), württembergischer Oberamtmann
- Ernest Haller (1896–1970), US-amerikanischer Kameramann
- Ernst Haller (1910–1986), Schweizer Politiker (SP)
- Erwin Haller (1885–1971), Schweizer Germanist
- Eugen Haller (Politiker) (1882–1971), deutscher Politiker (SPD, USPD, KPD), MdL Württemberg
- Eugen Haller (Maler) (1899–1972), deutscher Maler und Grafiker
- Eugene E. Haller (1943–2018), schweizerisch-US-amerikanischer Physiker und Materialwissenschaftler
- Eva Haller (* 1948), rumänische Journalistin

### F
- Fabienne Haller (* 1994), deutsche Schauspielerin
- Frank Haller (Boxer) (1883–1939), US-amerikanischer Boxer
- Frank Haller (Staatsrat) (1943–2024), Bremer Wirtschafts-Staatsrat
- Franz Haller (Dichter) (1802–1863), Schweizer Mundartdichter
- Franz Haller (Anthropologe) (* 1948), Südtiroler Anthropologe und Dokumentarfilmer
- Franz Haller (Kickboxer) (* 1959), Südtiroler Kickboxer
- Franz Haller von Hallerkeö (1796–1875), österreichischer Feldmarschallleutnant
- Franz Ludwig Haller von Königsfelden (1755–1838), Schweizer Numismatiker und  Hauptmann
- Frieda Haller (1888–1972), deutsche Politikerin (SPD)
- Friedrich Haller (Ingenieur) (1844–1936), Schweizer Ingenieur
- Friedrich von Haller (Jurist) (1861–1938), deutscher Jurist und Richter am württembergischen Verwaltungsgerichtshof
- Fritz Haller (Gewichtheber) (1905–1961), österreichischer Gewichtheber
- Fritz Haller (Architekt) (1924–2012), Schweizer Architekt
- Fritz Haller (Kanute), US-amerikanischer Kanute
- Fritz Haller-Bion (1859–1936), Schweizer Drucker und Verleger

### G
- Georg Haller (1883–1934), sathmarschwäbischer Aquarellist, Grafiker und Landschaftsmaler
- Gert Haller (1944–2010), deutscher Politiker und Manager
- Gerta Haller (1919–2003), deutsche Malerin und Grafikerin
- Gina Haller (* 1987), Schweizer Schauspielerin
- Gisela Haller (* 1936), deutsche Filmeditorin
- Gordon Haller (* 1950), US-amerikanischer Triathlet
- Gottlieb Emanuel von Haller (1735–1786), Schweizer Historiker
- Gret Haller (* 1947), Schweizer Politikerin (SP)

### H
- Hanne Haller (1950–2005), deutsche Sängerin und Komponistin
- Hanns Haller (1902–1984), deutscher Lehrer, Schriftsteller und Heimatforscher
- Hans Haller (Goldschmied) (um 1505–1547), deutscher Goldschmied
- Hans Haller, Pseudonym von James Overlack (1877–1960), deutschsprachiger Autor
- Hans Haller (Architekt) (1882–1958), Schweizer Architekt und Museumsdirektor
- Hans Haller (Textdichter) (1913–1995), österreichischer Wienerlied- und Schlagertextdichter
- Hans Haller (Mediziner) (1920–2018), deutscher Internist
- Hans Haller (Politiker) (* 1933), deutscher Architekt und Politiker, Oberbürgermeister von Göppingen
- Hans Haller (Naturschützer) (um 1956–2001), deutscher Lehrer und Naturschützer
- Hans Dieter Haller (Sammler) (* 1937), deutscher evangelischer Pfarrer, Sammler, Antiquar und Ausstellungskurator
- Hans Dieter Haller (Ingenieur) (1937/1938–2013), deutscher Ingenieur
- Hans-Dieter Haller (Pädagoge) (* 1943), deutscher Pädagoge und Didaktiker
- Hans Jakob Haller (1906–1991), deutscher Kirchenmusiker
- Hans-Martin Haller (* 1949), deutscher Politiker (SPD)
- Hans Peter Haller (1929–2006), deutscher Komponist und Musiker
- Hedwig Haller-Braus (1900–1989), Schweizer Bildhauerin
- Heinrich Haller (* 1954), Schweizer Biologe
- Heinrich Hatt-Haller (1878–1940), Schweizer Bauunternehmer
- Heinz Haller (1914–2004), deutscher Finanzwissenschaftler
- Helga Haller von Hallerstein (1927–2017), deutsche Politikerin (CDU), MdEP
- Helmut Haller (1939–2012), deutscher Fußballspieler
- Herbert Haller (1940–2021), österreichischer Jurist und Richter
- Herman Haller (1871–1943), deutscher Theaterdirektor und Bühnenschriftsteller
- Hermann Haller (Bildhauer) (1880–1950), Schweizer Bildhauer
- Hermann Haller (Filmeditor) (1909–1985), Schweizer Filmeditor, Filmregisseur und Drehbuchautor
- Hermann Haller (Komponist) (1914–2002), Schweizer Komponist
- Hermann Haller (Mediziner) (* 1953), deutscher Arzt
- Hermann Haller (Politiker) (* 1962), österreichischer Landwirt, Weinbauer und Politiker (ÖVP)
- Hildegard von Haller, Ehename von Hildegard Diessel (1918–1971), deutsche Schriftstellerin und Übersetzerin
- Hildegard Haller (* 1927), deutsche Grafikerin und Illustratorin

### I
- Ina Haller (* 1972), deutsch-schweizerische Schriftstellerin
- Ingrid Haller (1935–2022), deutsche Soziologin und Hochschullehrerin
- Irene Haller (1908–1999), deutsche Sängerin, Schauspielerin und Pädagogin
- Isa Haller (* 1958), österreichische Schauspielerin
- István Haller (1880–1964), ungarischer Journalist, Politiker und Minister

### J
- Jacques Haller (1897–1961), belgischer Ruderer
- Jacques de Haller (* 1952), Schweizer Arzt, Verbandsfunktionär und Politiker
- Jakob Haller (1879–1943), Schweizer Architekt
- Johann Haller (Drucker) (1463–1525), deutscher Drucker
- Johann Haller (Polarforscher) (1844–1906), österreichischer Nordpolfahrer
- Johann Haller (Politiker) (1883–1949), österreichischer Landwirt und Politiker (ÖVP)
- Johann Georg Haller von Hallerstein (1773–1852), deutscher Offizier
- Johann Karl Anton Haller (* 1948), deutscher Sprachwissenschaftler und Hochschullehrer
- Johann Nepomuk Haller (1792–1826), österreichischer Bildhauer
- Johannes Haller der Jüngere (1523–1575), Schweizer Reformator
- Johannes Haller (Autor) (1546–1596), Schweizer Pfarrer und Dramatiker
- Johannes Haller (1865–1947), deutscher Historiker
- Johannes Haller (Darsteller) (* 1988), deutscher Reality-TV-Darsteller
- Johannes Evangelist Haller (1825–1900), Südtiroler und österreichischer Geistlicher, Fürsterzbischof von Salzburg
- John Haller (1927–1984), Schweizer Geologe
- John Robert Haller (1930–2016), US-amerikanischer Botaniker
- Josef Haller (Philologe) (1810–1886), deutscher Publizist und Sprichwortforscher
- Josef Haller (Geistlicher) (1909–2003), tschechoslowakischer Geistlicher
- Josef Alois Haller (1772–1834), österreichischer Violinist, Dirigent und Komponist
- Josef Valentin Haller (1792–1871), österreichischer Politiker, Bürgermeister von Meran
- Joseph Haller (um 1737–1773), österreichischer Maler
- Jost Haller (um 1415–zwischen 1472 und 1486), elsässischer Maler
- Józef Haller (1873–1960), polnischer General
- Julius Haller (1891–?), deutscher Zeitungsverleger
- Jürgen Haller (* 1961), deutscher Fußballspieler und -trainer

### K
- Karl Haller (Architekt) (1766–1814), deutscher Architekt
- Karl von Haller (1807–1893), Schweizer Politiker und Publizist
- Karl Haller (Mediziner) (1809–1887), österreichischer Mediziner
- Karl Haller (Sprachwissenschaftler) (1829–1916), Sprachwissenschaftler
- Karl Haller (Unternehmer), österreichischer Druckereiunternehmer und Herausgeber
- Karl Haller (Politiker) (1884–1963), deutscher Politiker, Oberbürgermeister von Reutlingen
- Karl Haller (Pfarrer) (1908–1995), deutscher katholischer Pfarrer
- Karl Haller (Ornithologe) (Karl W. Haller; 1916–2022), US-amerikanischer Ornithologe
- Karl Haller (Biathlet), Schweizer Biathlet
- Karl Ludwig von Haller (1768–1854), Schweizer Rechtswissenschaftler
- Katja Haller (* 1981), italienische Biathletin
- Kevin Haller (* 1970), kanadischer Eishockeyspieler
- Klaus Haller (Politiker) (1936–2020), deutscher Politiker (CDU)
- Klaus Haller (Bibliothekar) (1939–2011), deutscher Komponist, Musikwissenschaftler und Bibliothekar
- Klaus Haller (Rodler), Schweizer Rodler und Sportfunktionär
- Klaus Haller (Künstler) (* 1961), belgischer Künstler
- Klaus Jürgen Haller (* 1940), deutscher Hörfunk-Journalist
- Konrad Haller (1486–1525), Bibliothekar des Klosters St. Gallen

### L
- Lea Haller (* 1977), Schweizer Historikerin und Journalistin
- Leonhard Haller (1499 oder 1500–1570), deutscher Geistlicher, Weihbischof von Eichstätt
- Lilli Haller (1874–1935), Schweizer Schriftstellerin
- Louis-Séverin Haller (1895–1987), französisch-schweizerischer Ordensgeistlicher, Bischof von St. Maurice
- Ludwig Haller (Philosoph) (?–1887), deutscher Philosoph
- Ludwig Haller-Rechtern (1904–1986), deutscher Maler
- Ludwig Albrecht Haller (1773–1837), Schweizer Drucker und Verleger

### M
- Marc Haller (* 1987), Schweizer Comedy-Zauberer
- Marco Haller (Fußballspieler) (* 1984), deutscher Fußballspieler
- Marco Haller (Radsportler) (* 1991), österreichischer Radrennfahrer
- Margarete Haller (1893–1995), deutsche Autorin
- Martin Haller (Architekt) (1835–1925), deutscher Architekt
- Martin Haller (Journalist) (* 1959), österreichischer Journalist und Autor
- Martin Haller (Politiker) (* 1983), deutscher Politiker (SPD), MdL Rheinland-Pfalz
- Martin Haller (* um 1989), deutscher Musiker und Songwriter, siehe Haller (Musiker)
- Martin Joseph Haller (1770–1852), deutscher Kaufmann
- Mattias Haller (* 2009), Schweizer Nordischer Kombinierer und Skispringer
- Max Haller (Ingenieur) (1867–1935), deutscher Ingenieur und Industrieller
- Max Haller (Theologe) (1879–1949), Schweizer Theologe und Hochschullehrer
- Max Haller (Politiker) (1895–1971), österreichischer Politiker (KPÖ)
- Max Haller (Soziologe) (* 1947), österreichischer Soziologe
- Maximilian Haller (1955–2015), deutscher Bildhauer
- Michael Haller (Kirchenmusiker) (1840–1915), deutscher Kirchenmusiker und Komponist
- Michael Haller (1924–2007), deutscher Schriftsteller, Drehbuchautor und Filmproduzent, siehe Manfred Barthel (Autor)
- Michael Haller (Drehbuchautor) (1938–1998), deutscher Drehbuchautor
- Michael Haller (Politiker), deutscher Politiker (NPD), Mitgründer der Landsmannschaft Franken
- Michael Haller (Medienwissenschaftler) (* 1945), deutscher Journalist und Hochschullehrer

### N
- Nicolaus Ferdinand Haller (1805–1876), deutscher Jurist und Politiker, Bürgermeister von Hamburg
- Nikolaus Haller (1539–1584), Fuggerischer Faktor in Genua, Mailand und in Spanien, auch Kaiserlich- und Bayerischen Rat

### O
- Oswald Haller (1908–1989), österreichischer Grafiker und Maler
- Otto Haller (Maler) (1900–1975), Schweizer Maler
- Otto Haller (Rennfahrer) (1940–2017), deutscher Motorradrennfahrer
- Otto Haller (Mediziner) (* 1945), schweizerisch-deutscher Virologe

### P
- Patrick Haller (* 1997), deutscher Radsportler
- Paul Haller (1882–1920), Schweizer Schriftsteller
- Paul Haller (Ingenieur) (1902–1987), Schweizer Ingenieur
- Peter Haller (Unternehmer) (* 1937), deutscher Werbeunternehmer
- Peter Haller (Maler) (* 1939), Schweizer Maler und Grafiker
- Peter von Haller (* 1961), deutscher Kameramann
- Peter Haller (Wirtschaftswissenschaftler) (* 1967), deutscher Wirtschaftswissenschaftler
- Peter Haller von Hallerstein (1500–1569), siebenbürgischer Politiker und Richter
- Philipp Haller (1698–1772), österreichischer Maler

### R
- Reinhard Haller (Lehrer) (* 1937), deutscher Lehrer und Volkskundler
- Reinhard Haller (* 1951), österreichischer Psychiater und Neurologe
- Reinhold Haller (* 1955), deutscher Erziehungswissenschaftler
- René Haller (Agronom) (* 1933), Schweizer Agronom
- René Haller (Fußballspieler) (* 1973), österreichischer Fußballspieler
- Richard Haller (Komponist) (eigentlich Richard Levy; 1867–nach 1936), österreichischer Komponist
- Richard Haller (Schauspieler) (1925–1983), österreichischer Schauspieler
- Rita Haller-Haid (* 1950), deutsche Politikerin (SPD)
- Robert Haller (1874–1954), Schweizer Textilchemiker
- Robin Haller (* 1986), deutscher Handballspieler
- Rolf Haller (Apotheker) (1933–1987), deutscher Apotheker
- Rolf Haller (Radsportler) (* 1957), deutscher Radsportler
- Rolf Haller (Politiker) (* 1970), Schweizer Politiker (EDU)
- Roman Haller (Maler) (1920–2010), österreichischer Maler und Grafiker
- Roman Haller (Unternehmer) (* 1944), deutscher Unternehmer und Autor
- Rudolf Haller (Germanist) (1909–1975), deutscher Germanist, Literaturhistoriker und Hochschullehrer
- Rudolf Haller (1929–2014), österreichischer Philosoph
- Rudolf Haller-Goldschach (1831–1893), Schweizer Drucker und Verleger
- Rudolf Albrecht Haller (1739–1800), Schweizer Drucker, Verleger und Buchhändler
- Ruedi Haller, Schweizer Geograf

### S
- Salomé Haller (* 1975), französische Sängerin (Sopran)
- Sébastien Haller (* 1994), ivorisch-französischer Fußballspieler
- Sven Haller (* 1980), deutscher Politiker (FDP)

### T
- Tanja Haller (* 1968), deutsche Schauspielerin
- Theodor Haller (Politiker) (1841–1887), Schweizer Jurist und Politiker
- Theodor Haller (Journalist) (1915–2003), Schweizer Journalist und Moderator
- Thomas Haller (Uhrenfabrikant) (1854–1917), deutscher Uhrenfabrikant
- Thomas Haller (1965–2019), Gründer der Neonazi-Gruppierung HooNaRa
- Thomas Haller (Dressurreiter) (* 1965), österreichischer Unternehmer und paralympischer Dressurreiter
- Thomas Haller (Kirchenmusiker) (* 1966), deutscher Kantor, Organist und Chorleiter
- Tim Haller (* 1995), deutscher Badmintonspieler
- Tina Haller (* 1984), österreichische Schauspielerin
- Tobias Haller (* 1965), Schweizer Sozialanthropologe und Hochschullehrer

### U
- Ursina Haller (* 1985), Schweizer Snowboarderin
- Ursula Haller (* 1948), Schweizer Politikerin (BDP)

### V
- Valerie Haller (* 1970), deutsche Fernsehmoderatorin
- Vera Haller (1910–1991), ungarisch-schweizerische Tänzerin und Malerin

### W
- Walter Haller (* 1939), Schweizer Rechtswissenschaftler
- Werner Haller (1913–1980), Schweizer Ornithologe
- Wilhelm Haller (Maler) (1873–1950), deutscher Maler
- Wilhelm Haller (Architekt) (1884–1956), deutsch-jüdischer Architekt
- Wilhelm Haller (Unternehmer) (1935–2004), deutscher Unternehmer
- William Haller (1885–1974), US-amerikanischer Historiker
- Willy Haller (1890–nach 1971), deutscher Fabrikant
- Wolf Haller von Raitenbuch (um 1525–1591) kaiserlicher Rat und Reichssekretär
- Wolfgang Haller (Theologe) (1525–1601), Schweizer Theologe, Pfarrer, Schriftsteller und Übersetzer
- Wolfgang von Haller (1905–1995), deutscher Agrarwissenschaftler
- Wolfgang Haller (Schauspieler) (1924–1994), deutscher Schauspieler
- Wolfgang Haller (Manager) (* 1951), österreichischer Bankmanager
- Wolfgang Haller (Bauingenieur) (* 1952), deutscher Bauingenieur und Hochschullehrer

## Familien
- Haller von Hallerstein, Nürnberger Patrizierfamilie mit ungarisch-siebenbürgischer Nebenlinie
- Haller (Berner Patrizierfamilie), Berner Patrizierfamilie
- Haller (Krakauer Patrizierfamilie), polnische Bürgerdynastie

### Fiktive Figuren
- Harry Haller, Hauptperson in Der Steppenwolf von Hermann Hesse (1927)